# Gregorio Pagani

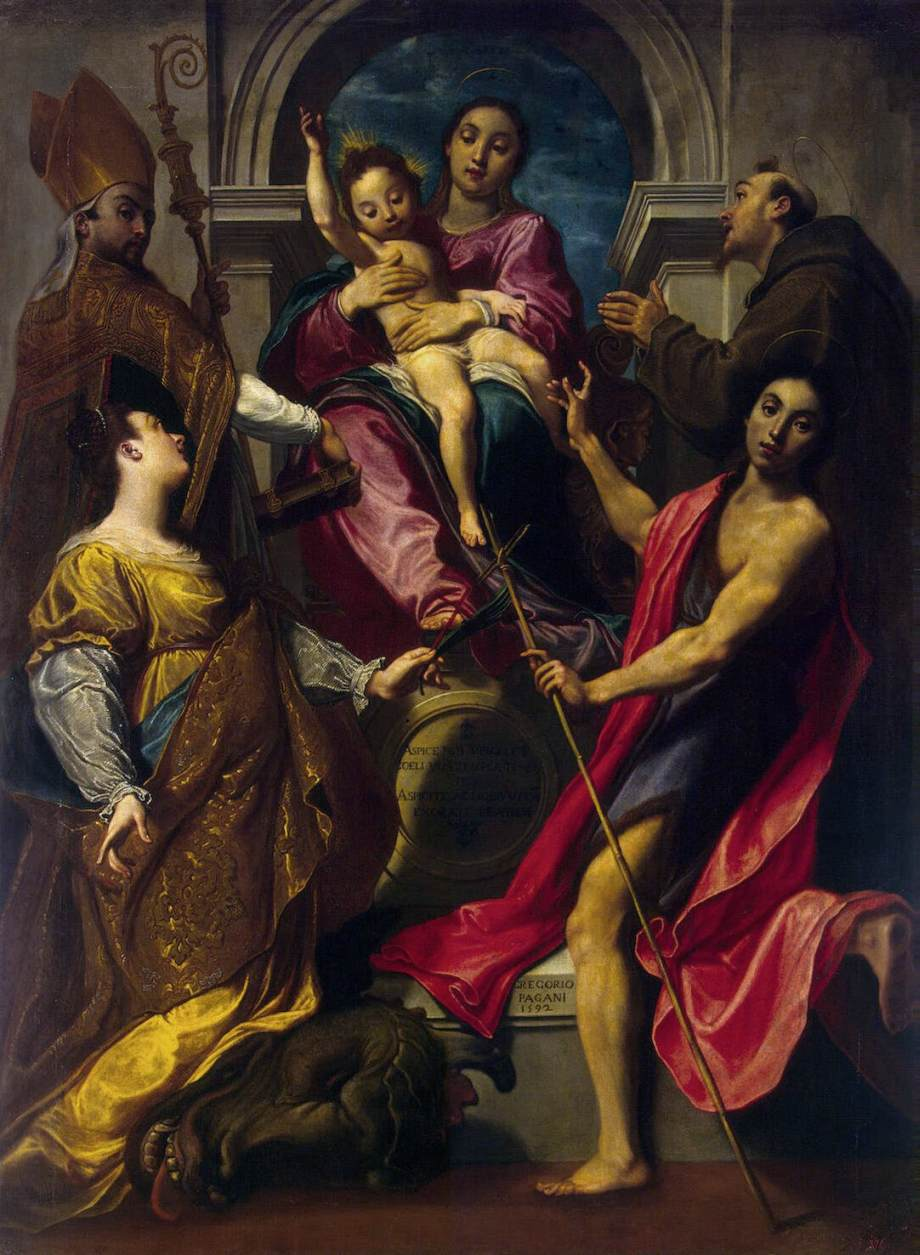
Mare de Déu amb l'Infant i sants, Museu de l'Hermitage.

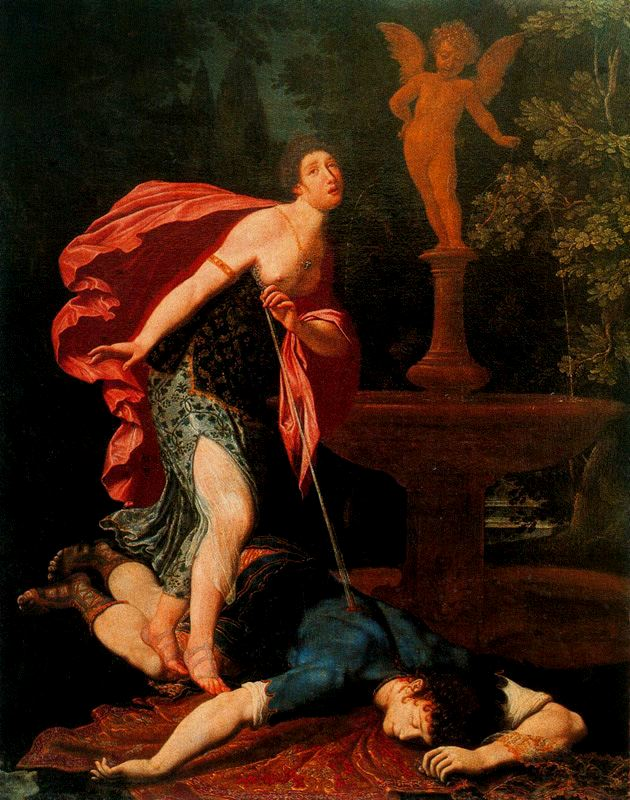
Píram i Tisbe, Galleria degli Uffizi.

Gregorio Pagani (Florència, 14 de juliol de 1559 - Florència, 1605), pintor italià actiu durant l'apogeu del manierisme tardà.

## Biografia
Fill del també pintor Francesco Pagani, va començar el seu aprenentatge amb Maso da San Friano, per a després passar al taller de Santi di Tito, de qui va ser alumne i posteriorment ajudant. El seu primer treball com a artista independent la pintura al fresc del claustre de Santa Maria Novella, reflecteix clarament la seva vinculació a l'estil academicista del mestre.
Tanmateix, a propòsit d'un viatge a Arezzo amb el seu amic el també pintor Ludovico Cigoli -segons refereix Filippo Baldinucci-, Pagani va descobrir les excel·lències de l'art emilià liderat per Federico Barocci. A partir d'aleshores va modelar el seu estil segons els patrons dels nous coneixements adquirits. La combinació dels recursos descriptius apresos de Santi amb efectes de caràcter dramàtic fan de Pagani un dels precursors de l'incipient estil del barroc.
Pagani va desenvolupar un estil més naturalista i va poder exercir una certa influència sobre l'art espanyol contemporani, gràcies a la seva amistat amb Bartolomeo Carducci. Les seves figures sempre gaudeixen d'una acurada composició, amb varietat d'actituds que els concedeix un dinamisme i una vivesa superiors a les de la majoria dels seus contemporanis, encara ancorats en les regles del manierisme, ja en franca decadència. Entre els seus alumnes va destacar sobretot, Cristofano Allori.

## Obres destacades
- Conferma della Regola di San Domenico
- Incontro tra San Domenico e San Francesco
- Ricerca della Vera Croce
- Crocifissione e Santi
- San Lorenzo
- Adorazione dei Magi
- Discesa dello Spirito Santo
- Vergine con Bambino e SS Michele Arcangelo e Benedetto
- Madonna con Bambino tra i Santi Francesco d'Assisi, Giovanni battista, Margherita e Gregorio Magno, Museu de l'Hermitage, Sant Petersburg